# 行政立法両局非官守議員辦事処
行政立法両局非官守議員辦事処（英語: Office of the Unofficial Members of the Executive and Legislative Councils、略称UMELCO）は1963年に成立した、イギリス領香港における行政局および立法局の非官守議員達の事務所（中国語: 辦事處）である。辦事処の成立目的は両局非官守議員と市民の間のコミュニケーションを促進することで、市民は辦事処を通じて公共の利益に関する意見を提出したり、香港政庁の各部門に対する苦情を申し立てることができた。
辦事処は1963年8月に中環の於仁大廈（現在の遮打大廈）に設立された。当初は速記員と受付係のみを雇用していたが、1964年9月16日には正式な秘書が1名採用され、さらに事務員1名、タイピスト1名、電信員1名が追加で雇用された。1965年5月8日、辦事処は太子大廈に移転した。1970年以前、辦事処は政庁から非官守議員が申訴制度を運営するための補助や内部会議の秘書業務を提供を受けており、政務主任（AO）、検察官、行政主任、新聞主任などの職員が辦事処に派遣されていた。1970年以降は、辦事処は政庁から独立して運営されるようになり、両局の非官守議員によって自主的に管理される組織となった。
1985年の政治制度改革および立法局の間接選挙の実施に伴い、辦事処は同年「行政立法両局議員辦事処（OMELCO）」に改名された。1988年には、立法局が「行政事務申訴専員条例案」を可決し、翌1989年には「行政事務申訴専員条例」が制定された。これにより、これまで辦事処が担っていたオンブズマン機能は、新設された行政事務申訴専員公署（COMAC）（2001年以降「申訴専員公署」と改称）に移管された。1991年8月2日、辦事処は担保有限公司として登録され、執行委員会が設立された。この執行委員会は、両局の首席議員と最大9名のその他非官守議員で構成され、辦事処の職能は両局の非官守議員に対し、公職遂行のための行政支援およびサービスを提供することに変更された。1992年、当時の香港総督クリストファー・パッテンは、立法局の秘書サービスを統合する方針を決定した。これを受け、当時の立法局副主席施偉賢らが研究に着手し、1993年4月20日に立法局内務委員会へ報告書を提出した。この報告書では、新たに「立法局秘書処」を設立し、立法局秘書辦事処および両局議員辦事処の職能を統合することが提案された。内務委員会はこの提案を承認し、1993年5月20日、両局議員辦事処は正式に「立法局秘書処」へ改名され、その歴史的使命を終えた。

## 参考資料
1. 1 2  “存档副本”. 2016年9月10日時点のオリジナルよりアーカイブ。2020年10月16日閲覧。
2. ↑  “立法會歷史-“首”之花絮”. 2021年5月11日時点のオリジナルよりアーカイブ。2020年10月17日閲覧。
3. 1 2  “存档副本”. 2021年4月8日時点のオリジナルよりアーカイブ。2020年10月17日閲覧。